# Elisabetta di Tirolo-Gorizia
La principessa Elisabetta di Carinzia, del casato dei conti di Tirolo-Gorizia (Monaco di Baviera, 1262 circa – Vienna, 28 ottobre 1313), è stata per matrimonio contessa d'Asburgo, duchessa d'Austria e di Stiria nonché regina di Germania.

## Biografia
Figlia di Mainardo II di Tirolo-Gorizia, (divenuto poi nel 1286 anche duca di Carinzia) e di Elisabetta di Wittelsbach (vedova dell'Imperatore Corrado IV), era sorellastra di Corradino di Svevia, che fu decapitato nel 1268.
Nel 1276 sposò a Vienna Alberto I (1255-1308), allora conte d'Asburgo, che era figlio del re di Germania Rodolfo I.
Elisabetta ebbe come dote alcuni territori nell'odierna Svizzera che furono scambiati con la miniera di sale di Hallstatt nell'Alta Austria, per la quale fu combattuta la cosiddetta guerra del sale contro l'arcivescovo di Salisburgo.
Nel dicembre 1282 il marito ricevette dal proprio padre, re di Germania, l'investitura del ducato d'Austria, della Stiria e della Carniola, tolte al re di Boemia, Ottocaro II. Nel 1299 fu incoronato re di Germania. Nel 1308 fu assassinato presso Brugg (ora in Svizzera) dal nipote Giovanni parricida. Fu sepolto nella cattedrale di Spira.
Sul luogo dell'assassinio la vedova volle fondare un monastero di clarisse, Königsfelden, dove trovò poi sepoltura assieme ad altri membri del casato. I loro resti furono poi traslati, inizialmente nel 1770 nell'abbazia di San Biagio nella Foresta Nera, quindi, nel 1807, nell'abbazia di Sankt Paul im Lavanttal.
Nel 1311 Elisabetta, che era una donna saggia, dotata di talento ed abile negli affari, regolamentò l'attività della miniera di Hallstatt con nuove ed efficaci norme che fra l'altro prevedevano l'autonomia di tutta la Salzkammergut destinata a durare fino al 1656.

## Discendenza
Diede al marito 21 figli, dei quali ne sopravvissero dodici:
- Anna (1280 - 19 marzo 1328);
- Agnese (18 maggio 1281 - 10 giugno 1364);
- Rodolfo (ca. 1282 - 4 luglio 1307), re di Boemia;
- Elisabetta (1285 - 19 maggio 1352);
- Federico detto il Bello (1289 - 13 gennaio 1330), rex Romanorum e coreggente del Sacro Romano Impero;
- Leopoldo (4 agosto 1290 - 28 febbraio 1326), duca d'Austria;
- Caterina (ottobre 1295 - 18 gennaio 1323);
- Alberto detto lo Sciancato(12 dicembre 1298 - 20 luglio 1358), duca d'Austria;
- Enrico detto il Gioioso (1299 - 3 febbraio 1327), duca d'Austria;
- Mainardo (1300-1301);
- Ottone detto il Gioioso (23 luglio 1301 - 17 febbraio 1339), duca d'Austria;
- Guta (1302 - marzo 1329).

Gli altri 9 figli morirono subito dopo la nascita e furono sepolti senza nome nella Dreikönigskapelle di Tulln nella Bassa Austria.

## Ascendenza
|                               |                       |                         | Genitori                    |  |  | Nonni |  |  | Bisnonni                   |  |  | Trisnonni                 |  |
|                               |                       |                         |                             |  |  |       |  |  | Enghelberto III di Gorizia |  |  | Enghelberto II di Gorizia |  |
|                               |                       |                         |                             |  |  |       |  |  | Enghelberto III di Gorizia |  |  | Enghelberto II di Gorizia |  |
|                               |                       | Adelaide di Valley      |                             |  |  |       |  |  | Enghelberto III di Gorizia |  |  |                           |  |
| Mainardo I di Tirolo-Gorizia  |                       |                         |                             |  |  |       |  |  | Enghelberto III di Gorizia |  |  |                           |  |
|                               |                       | Matilde di Andechs      | Bertoldo I d'Istria         |  |  |       |  |  |                            |  |  |                           |  |
|                               |                       | Matilde di Andechs      | Bertoldo I d'Istria         |  |  |       |  |  |                            |  |  |                           |  |
|                               |                       | Matilde di Andechs      | Evdvige di Wittelsbach      |  |  |       |  |  |                            |  |  |                           |  |
| Mainardo II di Tirolo-Gorizia |                       | Matilde di Andechs      |                             |  |  |       |  |  |                            |  |  |                           |  |
|                               |                       | Alberto III di Tirolo   | Enrico I di Tirolo          |  |  |       |  |  |                            |  |  |                           |  |
|                               |                       | Alberto III di Tirolo   | Enrico I di Tirolo          |  |  |       |  |  |                            |  |  |                           |  |
|                               |                       | Alberto III di Tirolo   | Agnese di Wangen            |  |  |       |  |  |                            |  |  |                           |  |
| Adelaide del Tirolo           |                       | Alberto III di Tirolo   |                             |  |  |       |  |  |                            |  |  |                           |  |
|                               |                       | Uta di Frontenhausen    | Enrico III di Frontenhausen |  |  |       |  |  |                            |  |  |                           |  |
|                               |                       | Uta di Frontenhausen    | Enrico III di Frontenhausen |  |  |       |  |  |                            |  |  |                           |  |
|                               |                       | Uta di Frontenhausen    | Adelaide di Plain           |  |  |       |  |  |                            |  |  |                           |  |
| Elisabetta di Tirolo-Gorizia  |                       | Uta di Frontenhausen    |                             |  |  |       |  |  |                            |  |  |                           |  |
|                               | Ludovico I di Baviera | Ottone I di Baviera     |                             |  |  |       |  |  |                            |  |  |                           |  |
|                               | Ludovico I di Baviera | Ottone I di Baviera     |                             |  |  |       |  |  |                            |  |  |                           |  |
|                               | Ludovico I di Baviera | Agnese di Loon          |                             |  |  |       |  |  |                            |  |  |                           |  |
| Ottone II di Baviera          | Ludovico I di Baviera |                         |                             |  |  |       |  |  |                            |  |  |                           |  |
|                               |                       | Ludmilla di Boemia      | Federico di Boemia          |  |  |       |  |  |                            |  |  |                           |  |
|                               |                       | Ludmilla di Boemia      | Federico di Boemia          |  |  |       |  |  |                            |  |  |                           |  |
|                               |                       | Ludmilla di Boemia      | Elisabetta d'Ungheria       |  |  |       |  |  |                            |  |  |                           |  |
| Elisabetta di Baviera         |                       | Ludmilla di Boemia      |                             |  |  |       |  |  |                            |  |  |                           |  |
|                               |                       | Enrico V del Palatinato | Enrico il Leone             |  |  |       |  |  |                            |  |  |                           |  |
|                               |                       | Enrico V del Palatinato | Enrico il Leone             |  |  |       |  |  |                            |  |  |                           |  |
|                               |                       | Enrico V del Palatinato | Matilda d'Inghilterra       |  |  |       |  |  |                            |  |  |                           |  |
| Agnese del Palatinato         |                       | Enrico V del Palatinato |                             |  |  |       |  |  |                            |  |  |                           |  |
|                               |                       | Agnese di Hohenstaufen  | Corrado Hohenstaufen        |  |  |       |  |  |                            |  |  |                           |  |
|                               |                       | Agnese di Hohenstaufen  | Corrado Hohenstaufen        |  |  |       |  |  |                            |  |  |                           |  |
|                               |                       | Agnese di Hohenstaufen  | Irmengarda di Henneberg     |  |  |       |  |  |                            |  |  |                           |  |
|                               |                       | Agnese di Hohenstaufen  |                             |  |  |       |  |  |                            |  |  |                           |  |